# Exocentrus centenes
Exocentrus centenes är en skalbaggsart som beskrevs av Francis Polkinghorne Pascoe 1864. Exocentrus centenes ingår i släktet Exocentrus och familjen långhorningar. Inga underarter finns listade i Catalogue of Life.